# Jack Fox (attore)
Jack Louis Fox (Londra, 17 settembre 1985) è un attore britannico.

## Biografia
Jack Fox è nato a Londra nel 1985, figlio di James Fox e Mary Elizabeth Piper e fratello minore di Thomas, Laurence, Robin e Lydia Fox; suo zio è Edward Fox ed è cugino di Emilia e Freddie Fox. Ha studiato filosofia e teologia all'Università di Leeds.
Attivo in campo teatrale, televisivo e cinematografico, Fox è noto soprattutto per i ruoli di Nico Elthem nella serie televisiva Riviera ed Edward Denham in Sanditon.

## Filmografia parziale

### Cinema
- Theeb, regia di Naji Abu Nowar (2014)
- Kids in Love, regia di Chris Foggin (2016)
- Johnny English colpisce ancora (Johnny English Strikes Again), regia di David Kerr (2018)

### Televisione
- Lewis – serie TV, episodio 4x03 (2010)
- Fresh Meat – serie TV, 7 episodi (2011-2013)
- Dracula – serie TV, 3 episodi (2013)
- Mr Selfridge – serie TV, episodio 2x03 (2014)
- Snatch – serie TV, episodio 1x01 (2017)
- Genius – serie TV, episodio 1x07 (2017)
- Upstart Crow – serie TV, episodio 2x03 (2017)
- L'ispettore Barnaby (Midsomer Murders) – serie TV, episodio 21x03 (2019)
- Riviera - serie TV, 14 episodi (2019-2020)
- Cheaters – serie TV, 17 episodi (2022)
- Sanditon – serie TV, 19 episodi (2019-2023)

## Doppiatori italiani
- Raffaele Carpentieri in Sanditon
- Edoardo Stoppacciaro in Riviera